# 风扇

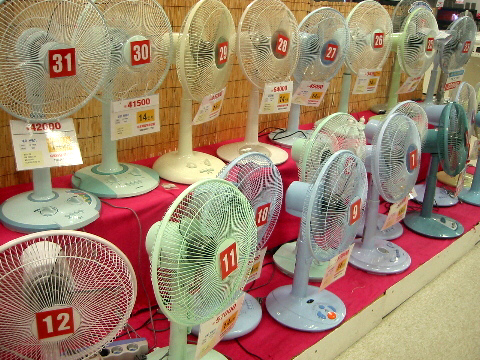
電風扇

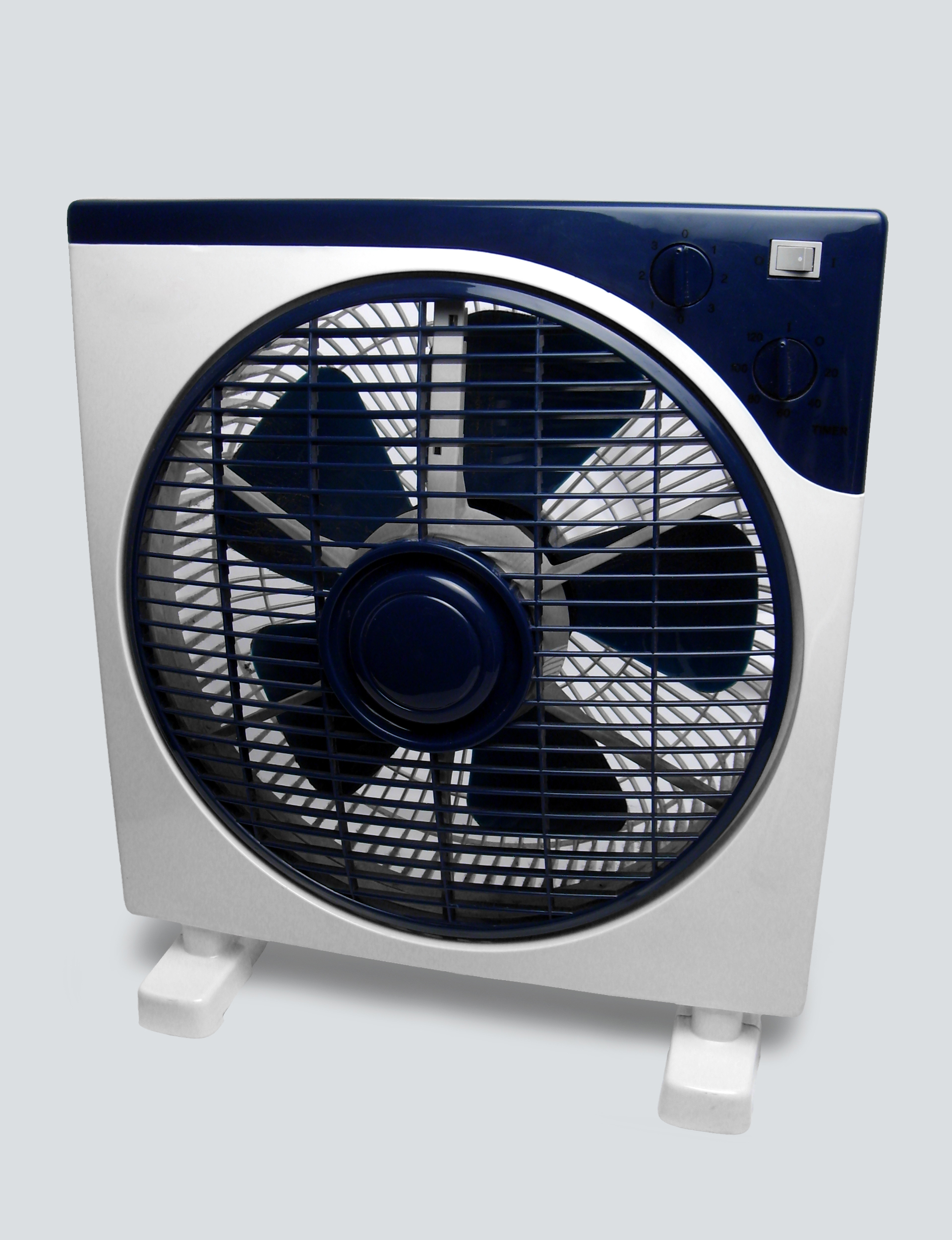
鴻運扇，扇前風罩用作改變送風風向。

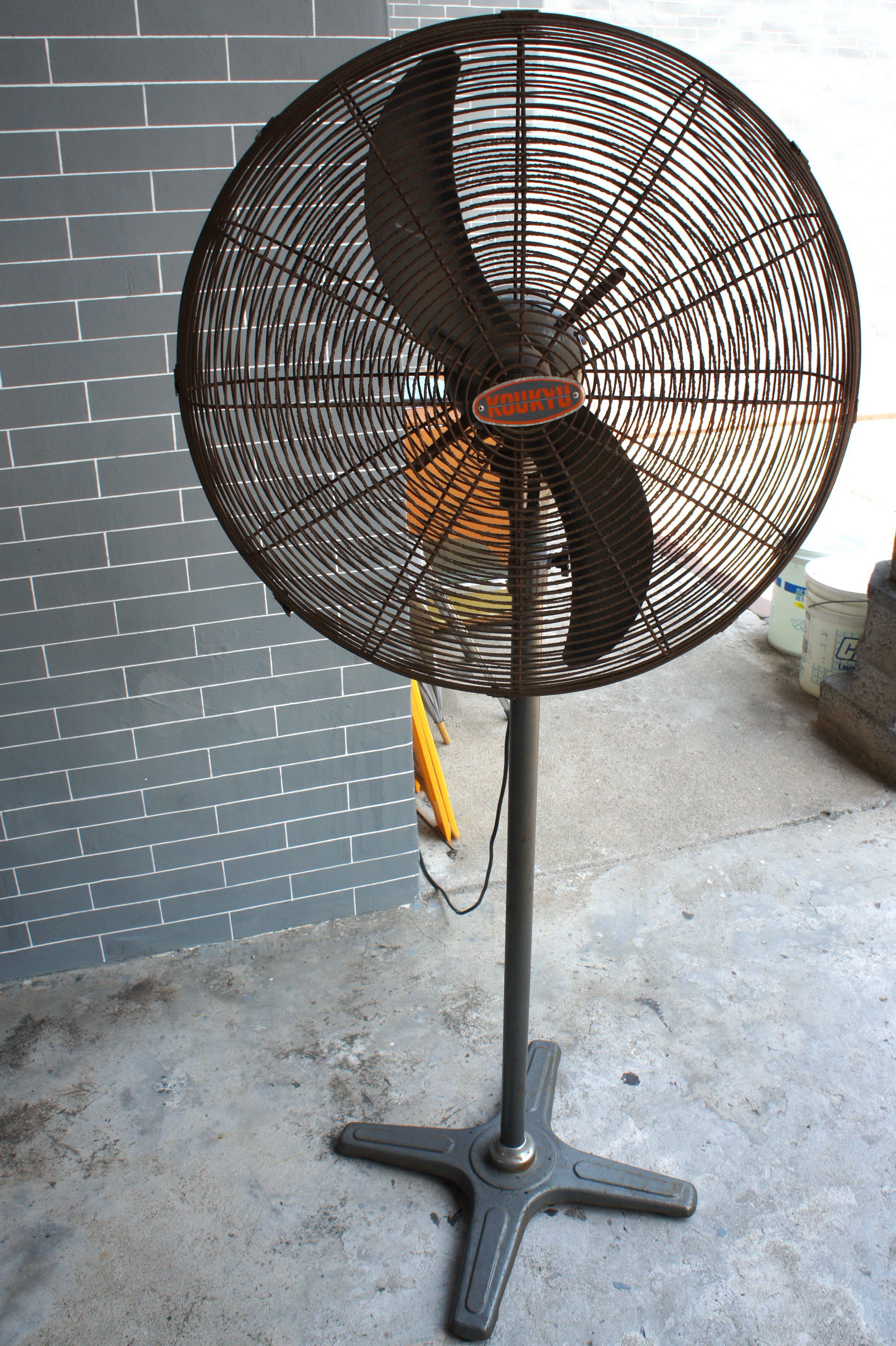
牛角扇

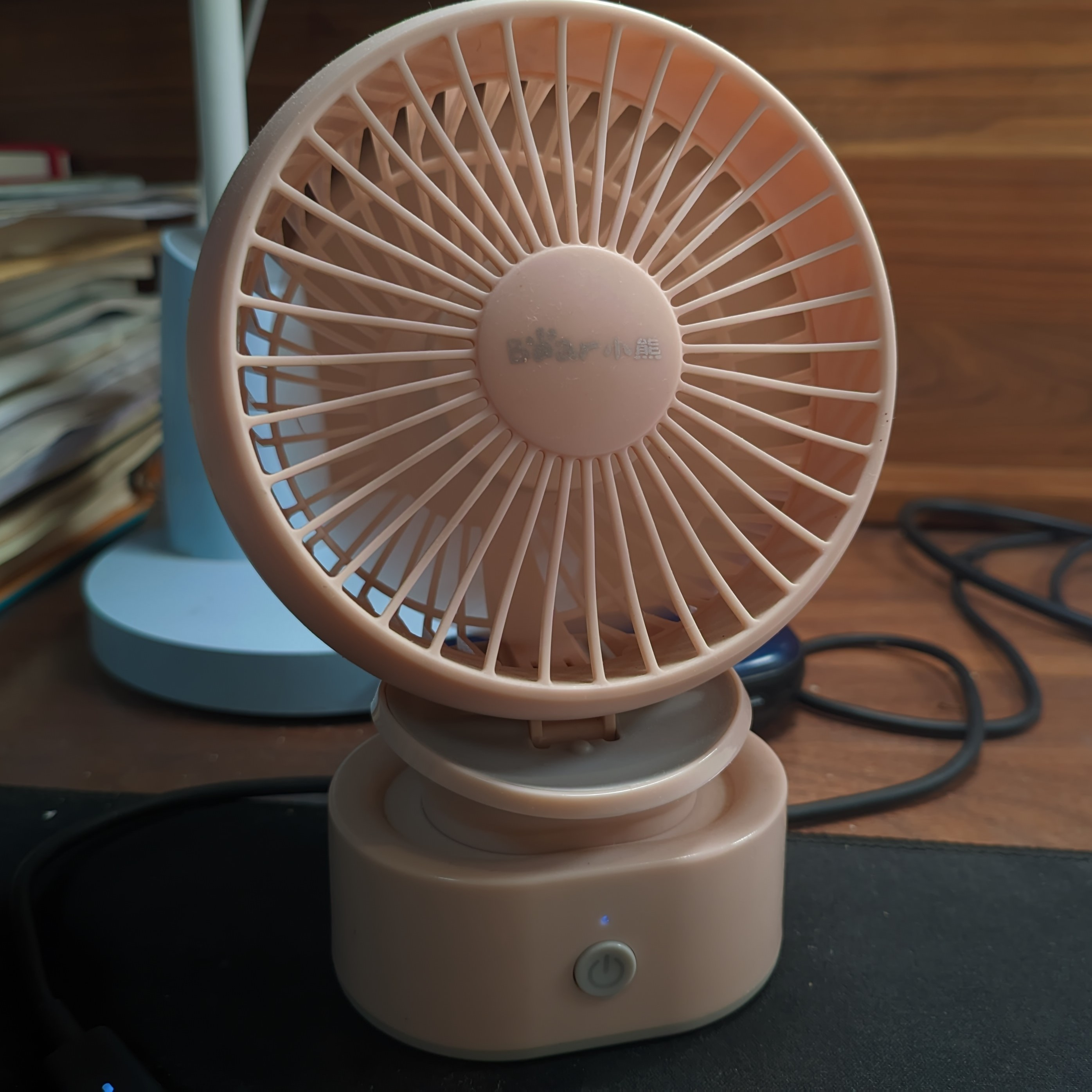
一个正在运行的小型桌面风扇

風扇，日本和韓国称為扇風機，風扇通过驱动扇叶旋转使空气加速流通，風扇中包括旋轉的葉片，葉片材質有木頭、塑膠或是金屬，對空氣作用，以產生氣流。葉片和輪轂會合稱葉輪或是转子。有時風扇會裝在一外殼內。外殼可以導引氣流，也避免其他物品接觸到旋轉中的扇葉，提昇其安全性。目前大部份的風扇是由电动机驅動，因此也稱電風扇或是電扇，不過也可以用其他的動力來源來驅動風扇，例如油壓馬達、曲柄及内燃机。
若以機械的觀點來看，任何可以旋轉產生氣流的設備都是風扇。風扇可以產生大量的氣流，壓力較低（不過仍比外界壓力要大），壓縮機則和其相反，產生的氣流壓力很大，但流量較小。一般扇葉在氣流底下會開始旋轉，其他利用此性質的設備（像是风速计和風力發動機）也會設計成和風扇類似。
風扇常見的應用包括空调控制、維持個人的熱舒適性（像是電子的桌扇及落地扇）、汽車引擎冷卻系統（風扇會放在水箱散熱器之前）、機器冷卻系統（例如電腦內，或是音頻功率放大器內）、通風、排烟、揚穀（分離穀殼和穀物）、除塵（例如吸塵器內）、乾燥（一般會配合熱源進行）。有些工業熱交換器中會裝風扇來間接冷卻。
風扇對物體冷卻的效果很好，但風扇不會直接降低空氣溫度，風扇可以讓人涼爽，是因為汗水的蒸發冷卻，並且因為風扇產生的氣流，增加和周圍空氣的熱對流。因此若周圍空氣溫度很高，或是濕度很高，風扇冷卻的效果就比較差。

## 歷史

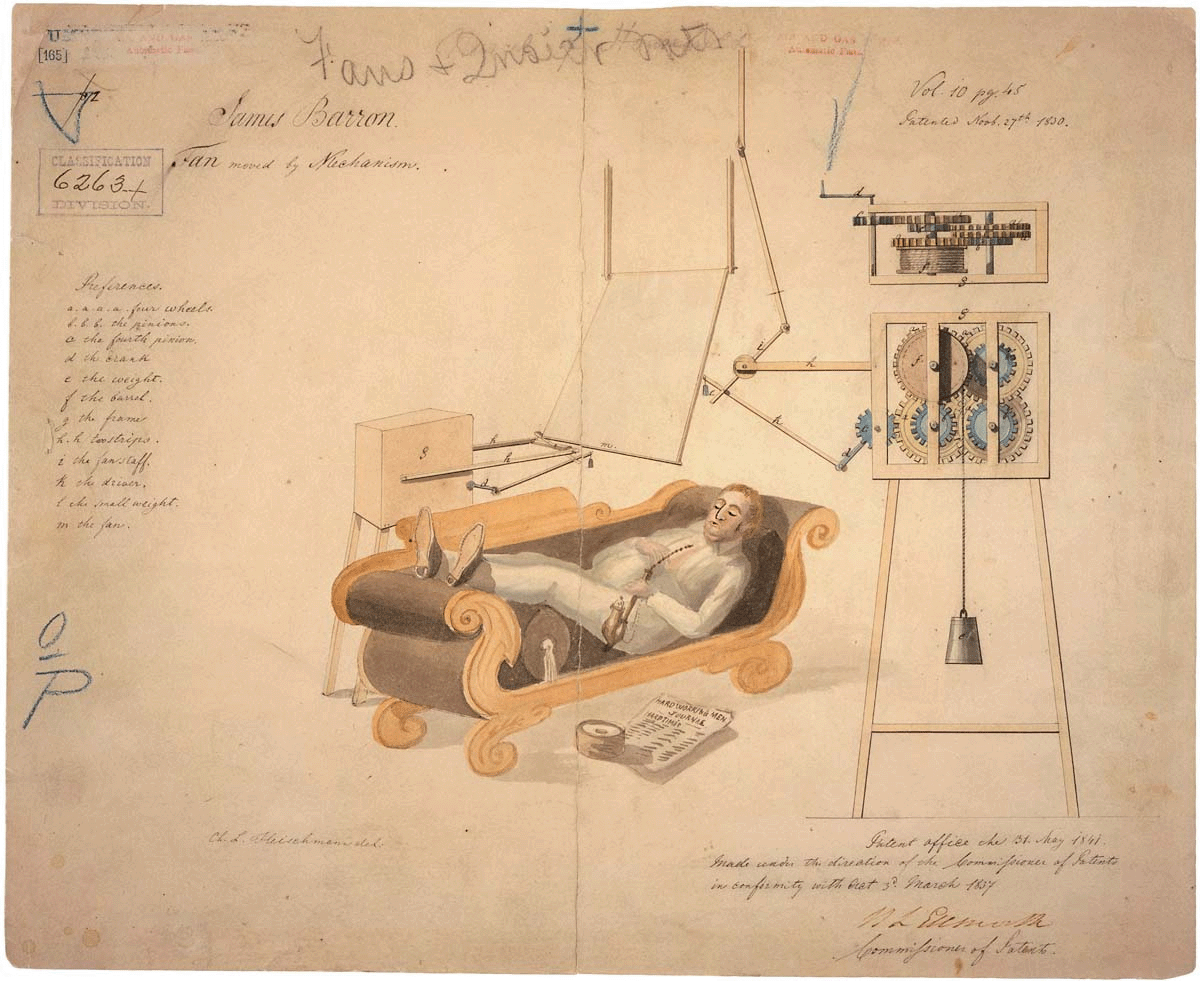
Fan Moved by Mechanism的專利圖，1830年11月27日

風扇的歷史悠久。用樹葉作的風扇在古埃及和印度就已出現，當時是以竹片或是其他植物纖維為材質的手持扇，可以旋轉或是扇風來讓空氣流動。英属印度時期，盎格魯-印度人
將固定在天花板，由佣人拉動的大型平板風扇稱為punkawallah。
中國西漢時長安機械師丁緩發明了七輪扇，這大概是在一個輪軸上裝有七個扇輪的風扇，以人力推動機輪運轉。在唐朝時已有使用水力來帶動風扇輪，用在空調上。到宋朝時旋轉風扇更加普遍。
日本平安时代時，扇子也變成社會階層的符號角色。鐵扇是在封建時期使用的日本扇，外形類似一般的摺扇，但是是可怕的武器，若武士認為無法使用日本刀當作武器，會改用鐵扇。
十七世紀時，包括奥托·冯·居里克、罗伯特·胡克和罗伯特·波义耳等科學家的實驗建立了有關真空以及氣流的基本定理。英國建築師克里斯托弗·雷恩爵士在威斯敏斯特宫建立了早期的通風系統，當時使用風箱來循環空氣。雷恩的設計也是後來許多改善及創新的基礎。歐洲第一個旋轉扇出現在16世紀，是用在礦坑的通風，是格奧爾格·阿格里科拉（1494–1555）所設計。
英國工程師约翰·西奥菲勒斯·德札古利埃在1727年成功的展示利用風扇系統將礦坑不流通的空氣抽出，煤礦坑裡的通風對於避免窒息非常重要，後來也在議會中裝設了類似的裝置。土木工程師約翰·斯密頓以及後來的約翰·巴德爾在英國北部的礦坑裡架設了旋轉式的空氣泵，不過該機器很容易故障。

### 蒸汽驅動扇
1849年時，由William Brunton所設計，半徑六公尺的蒸汽驅動扇，在南威爾斯的Gelly Gaer採礦場運作。在1851年的萬國工業博覽會也有展出此風扇。在同一年，蘇格蘭的醫生David Boswell Reid在利物浦聖喬治醫院的天花板裝了四個蒸汽驅動風扇，風扇所產生的壓力讓空氣往上流動，通過天花板的通風口。詹姆斯·内史密斯、Frenchman Theophile Guibal和J. R. Waddle後來繼續針對技術進行改良。

### 電扇
Schuyler Wheeler在1882年到1886年之間發明了電力驅動的風扇，由美國Crocker & Curtis電機公司商品化。1885年時，位在紐約的Stout, Meadowcraft & Co公司將直驅式桌扇商品化。

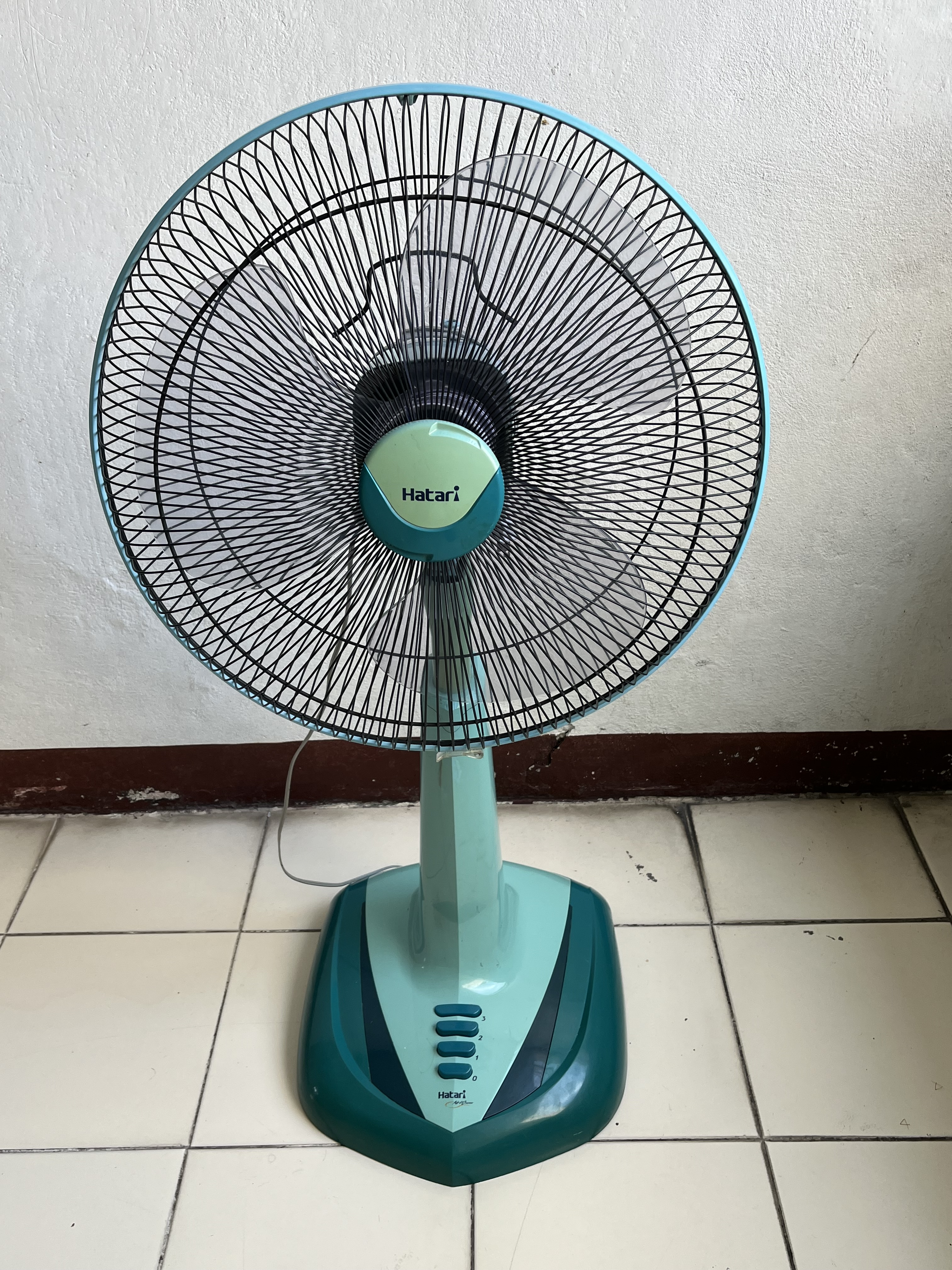
泰國的電扇

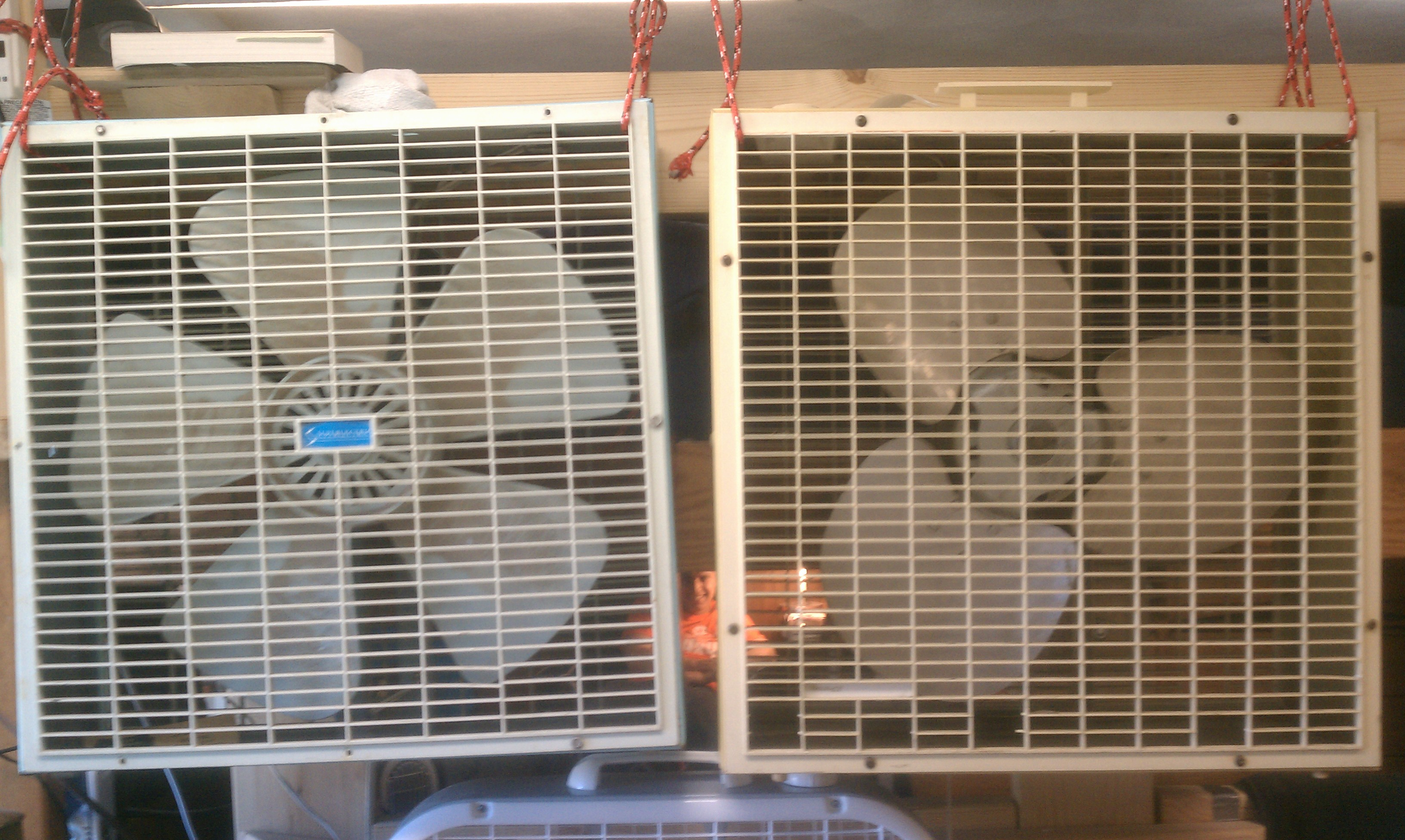
二個箱型扇

發明家Philip Diehl在1882年開發了第一個吊扇。在進入二十世紀，發明密集出現的期間，出現許多用乙醇、油或是煤油作燃料的風扇。日本的松下環境系統在1909年領先發明可以量產的家用電扇。1920年代的工業進步，可以量產不同形狀的鋼製電扇，讓電扇的價格下降，讓更多家庭有能力可以購買。1930年代，愛默生公司設計了第一款art deco風扇（Silver Swan）。1940年代時，印度的Crompton Greaves成為全世界大的吊扇公司，主要販售印度、亞洲以及中東。1950年代時，桌扇和立扇開始設計成明亮的顏色，吸引人們注意。
1960年代的窗式冷氣和中央空氣調節系統，讓許多公司停止生產風扇，不過在1970年代中期，越來越多人知道電費的支出，以及用在家庭供暖以及冷氣的能源消耗，吊扇再度流行了起來。
William Fairbank和Walter K. Boyd在1998年發明了高風量、低轉速的HVLS吊扇，用長的扇葉低速旋轉，產生比較大的風量，以此減少能耗。

## 種類

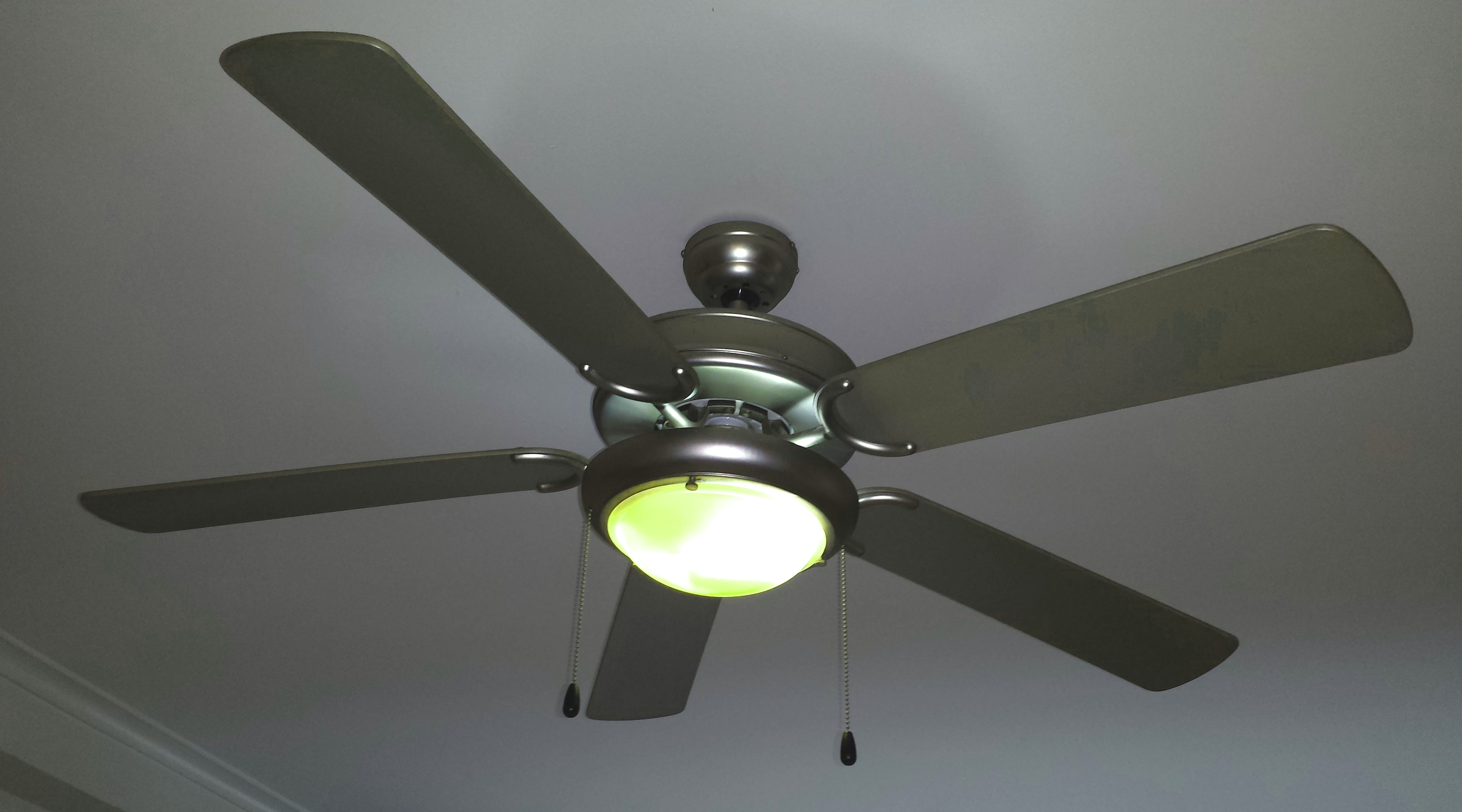
有燈的吊扇

風扇有許多不同的設計，可以放在地上、桌上，安裝在天花板上（吊扇），也可以裝在窗戶、牆或是屋頂上。會大量發熱的電子設備（像是電腦）也會用風扇散熱。吹風機以及小型暖氣器等家電也會用到風扇。在空調系統以及汽車引擎中，風扇提供氣流來散熱。風扇讓室內舒適的方式，是利用空氣流動增加传热系数，但不直接降低室內溫度。而用來冷卻電子系統、引擎或其他機器的風扇，會直接冷卻機器，作法是將熱空氣排到機器外部，並且讓溫度較低的空氣流入機器內。風扇主要可以分為三種：軸流、離心式（也稱為徑向）以及橫流。美國機械工程師學會的Performance Testing Code 11（PTC）就有列出進行風扇測試以及製作報告的標準程序，其中有包括了軸流扇、離心扇以及橫流扇的測試。

### 軸流扇
軸流扇的扇葉會讓氣流以和扇葉旋轉軸平行的方向流動。許多應用會用到這種風扇，從電子設備中使用的小型冷卻風扇，到冷卻塔中使用的巨型風扇。軸流扇也用在空調以及工業製程應用上。標準軸流扇的直徑為300–400 mm或1,800–2,000 mm，可在800 Pa以下的壓力中工作。在飛機引擎裡，也用特殊的軸流扇來進行低壓段旳空氣壓縮。
以下是一些軸流扇的例子：
- 桌上風扇：桌上風扇一般是在家中房間使用，除了扇葉、馬達等組件外，會有風扇罩，避免人員或是物品接觸到轉動的扇葉，另外也會有自動變動風扇吹風方向的機構，讓風扇不會只吹在室內的特定位置。
- 家用抽風扇：一般會裝在牆上或是天花板上，家用抽風扇是要移除家中的濕氣，並且使空氣流通。浴室的抽風扇一般會用四英寸（100 mm）大小的機種，廚房的空間比較大，一般會用六英寸（150 mm）的機種。也有些較大的浴室使用五英寸（125 mm）的抽風扇，不過這比較少見。家用抽風扇不適合用在風管較長，超過3 m或4 m的應用（實際長度限制也和風管的轉折數情形有關），因為較長風管增加的空氣壓力會影響風扇性能。
- 有一種抽風扇會持續以低速運行，在有需要時會以正常速度運行。例如浴室的抽風扇可能會在開燈時以正常速度運行，其餘時候以慢速運行。這種風扇在低速持續運行時，風量約5至10 l/sec，耗電只有1至2瓦，每年的花費很低。有些有濕度感測器，在濕度過高時動作。這類設備的優點是確保通風，避免濕氣的累積[16]。在寒冷的天氣，抽風扇會讓室內溫度明顯的下降[17]。
- 機電風扇：依其運作條件、尺寸以及扇葉數目有所不同。最常見的是四片扇葉的設計，五片或六片扇葉的設計非常少見。機電風扇的材質，是選用的重要因素之一。
- 吊扇是安裝在房間天花板下的風扇，多半會以較低的速度運行。吊扇安裝位置較高，不容易被人碰到，因此不會有風扇罩。吊扇可以用在住家、工業或是商業的場合。
- 汽车裡會有機械驅動或是電動的風扇來為引擎散熱，避免引擎過熱，其作法是是將外界空氣帶往裝有冷却剂的散热器內，為冷却剂降溫，之後再由冷却剂來冷卻引擎。此可以透過連接在内燃机曲轴上的滑轮來驅動，也可以是電動馬達，由自動調溫器開關切換其運轉或停止。
- 散熱風扇可以用來冷卻電腦或其他電子設備，在筆記式電腦的筆記式電腦散熱器（英语：laptop cooler）中也有散熱風扇。
- 音頻功率放大器裡的風扇可以冷卻其中發熱的電子元件。
- 變槳距風扇（英语：Variable pitch fan）：變槳距風扇配合供氣管道，可以精準的控制靜壓。

### 離心扇
離心扇的外形有些類似倉鼠輪，其中有轉動件（稱為葉輪），由旋轉軸以及一組形成螺线的葉片所組成。離心扇送風的方向和進氣方向垂直，且會將透過離心力以及葉片的帶動，將空氣帶到外界。葉輪旋轉時，會使空氣從接近軸的位置進入離心扇，然後沿著徑向移動到螺线葉片邊緣的開口處。針對相同的空氣量，離心扇可以提供的壓力更大，可用在像吹葉機、吹風機、床墊充氣機、充氣結構、暖通空調裡的空調箱等應用。離心扇的噪音會比相同功率的軸流扇要大（不過也有些空調箱中用的離心扇是低噪音的設計）。

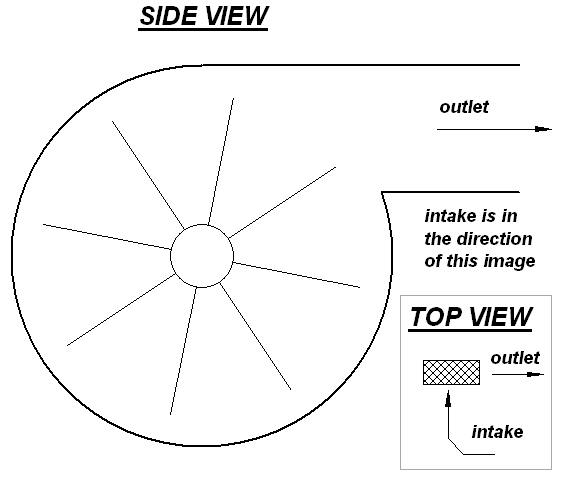
離心扇的上視圖，可以看出氣流方向
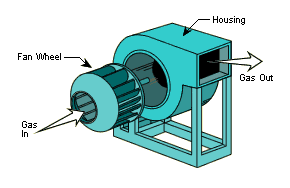
典型的離心扇
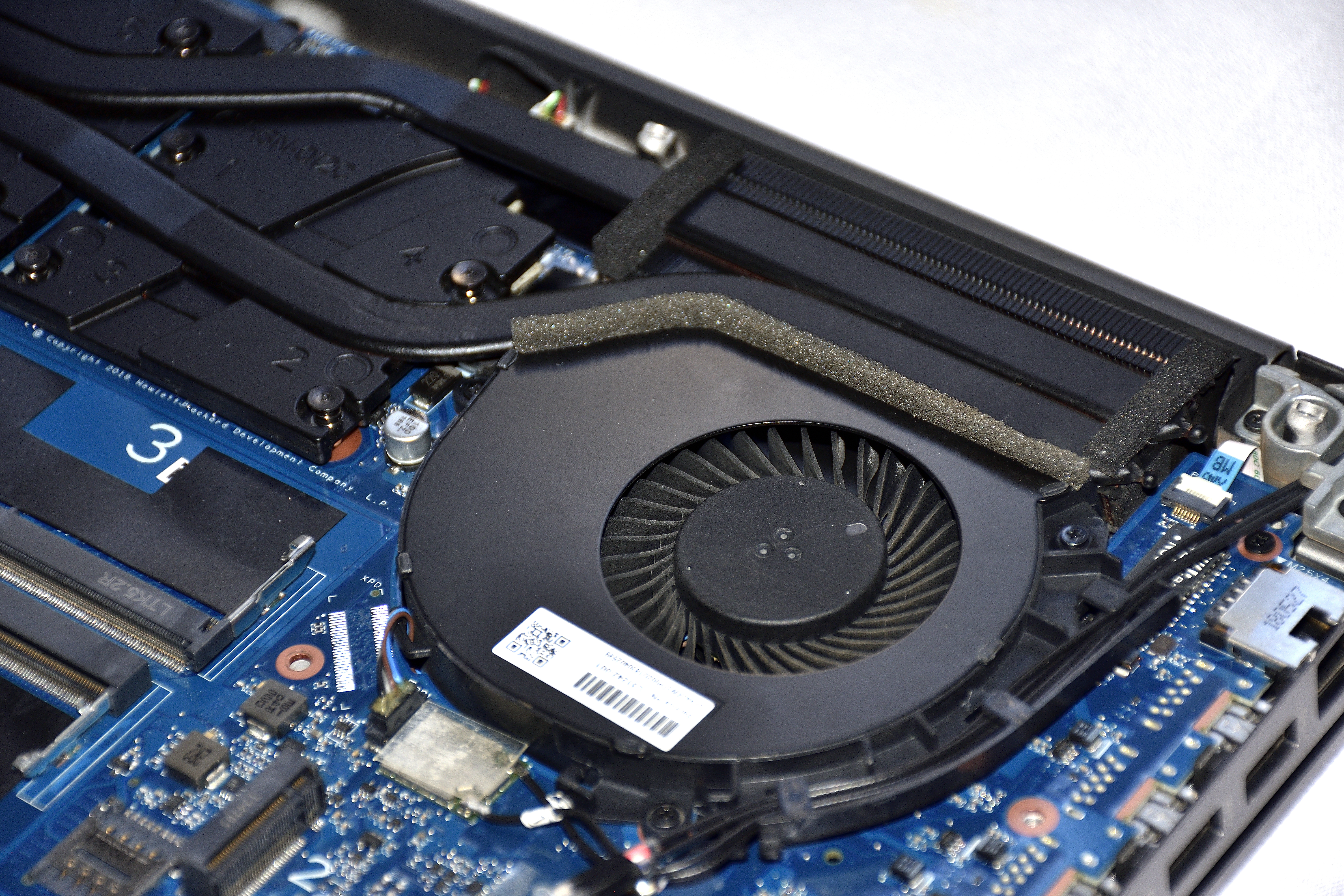
HP ZBook行動工作站中安裝的離心扇。離心扇會將空氣吹往散熱片，散熱片裡有一組熱管。

### 橫流扇

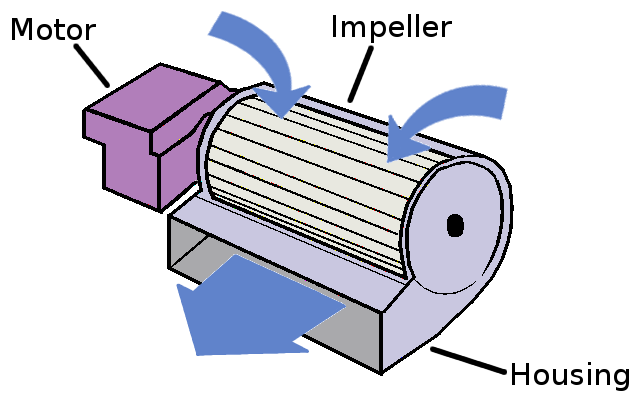
橫流扇

橫流扇（cross-flow fan）由Paul Mortier於1893年為此申請專利，廣泛用在暖通空調 （HVAC），特別是無風管的分離冷氣中。橫流扇的長度會比其直徑要長，其流場近似是二維的，空氣可以從二個方向離開風扇。橫流扇使用有特殊前彎式葉片的葉輪，其外殼有背板以及旋涡板。橫流扇和徑向扇不同，其主要氣流會橫向穿過葉輪，通過葉片二次。

### 无叶风扇

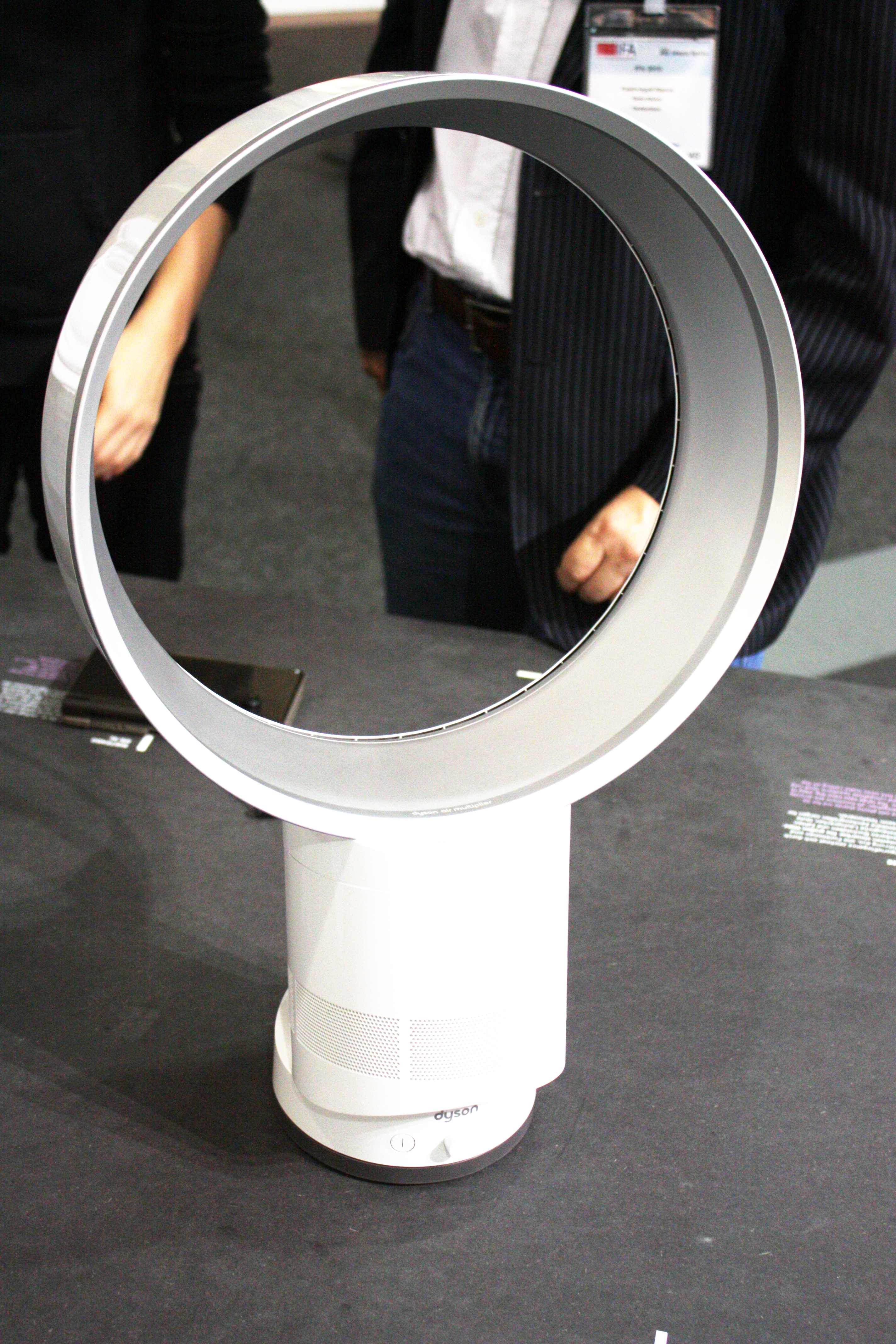
無葉風扇，戴森公司（Dyson）的產品於2010年柏林國際電子消費品展覽會上展示

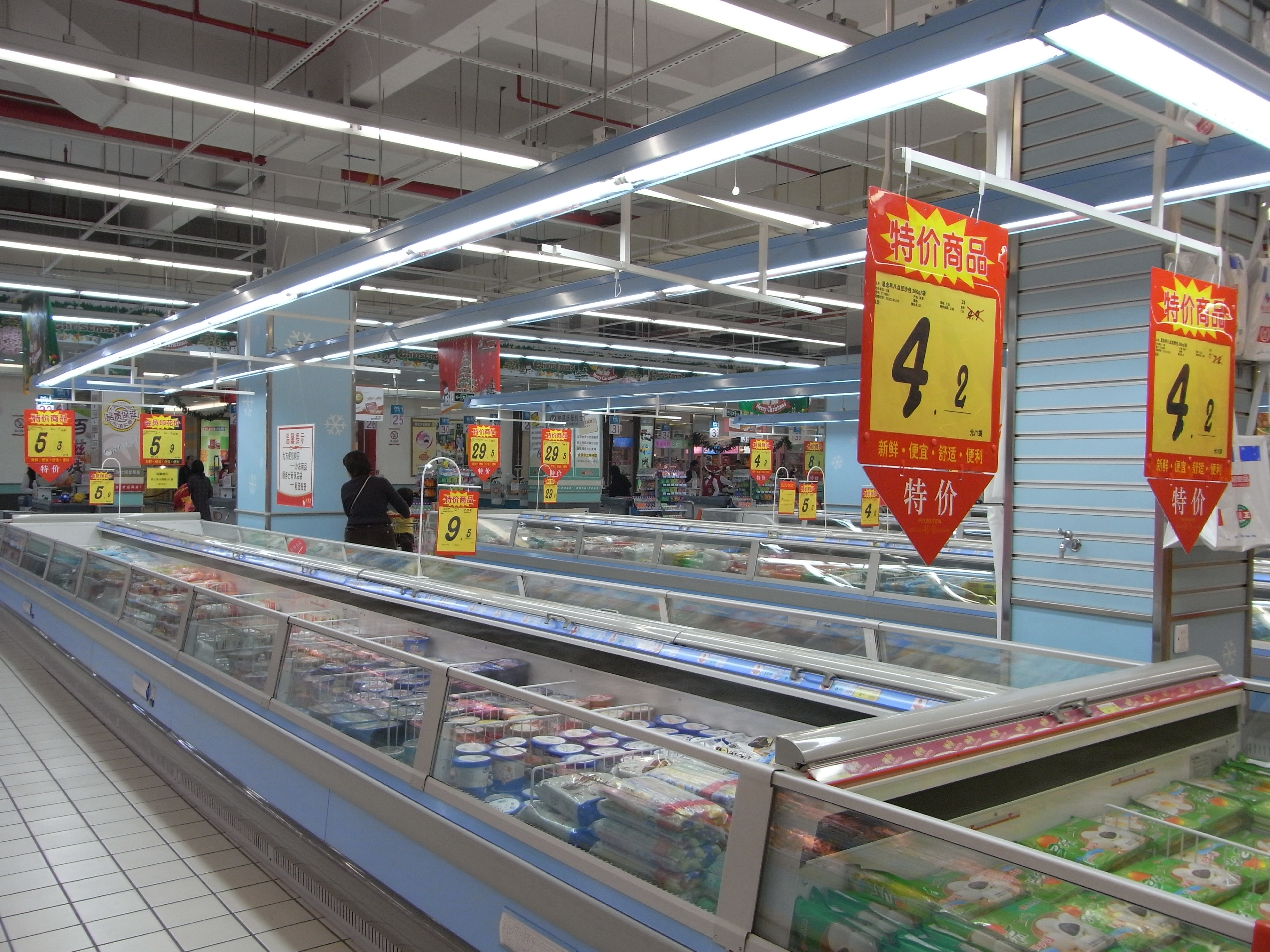
超市開放式冷凍櫃的空氣幕。透過冷凍櫃後方的深色開口，以及另一個前方看不到的格欄，讓冷空氣圍繞食物流動

Dyson在2009年將無葉風扇推出至消費市場，此產品是將1981年东芝的設計商品化，無葉風扇的特點是沒有外露的葉片或是可動件（不包括為了調整吹風方向功能加入的元件）。無葉風扇中有風葉可以產生小流量，但是高壓力的氣流，此風葉是放在機座裡，再透過其上方翼型表面的設計，因著寬德效應，在圓形或橢圓形的開放空間產生低壓區，引導較大量，但是速度較慢的氣流可以通過。
空氣門和空氣幕也是使用這類的效果，在一個沒有蓋子或是門的區域，讓暖空氣或冷空氣維持在其中。空氣幕常用在開放式的乳品櫃、冷凍櫃以及蔬果櫃，透過開口處的層流氣流循環，讓冷空氣可以維持在其內，同時可以方便顧客看到商品進行購買。氣流一般是用其他的機械式風扇來提供。暖通空調中的線性槽散流器也是使用此一效應增加室內的氣流， 甚至比通風口還好，而且可以節省空調箱內鼓风机的耗能。

## 安裝
風扇安裝的方式有許多種，依其應用而定。有一些特殊的安裝方式。

### 導管扇
飛機中的導管扇是屬於推進方式的一種，會將風扇、螺旋槳或轉子放在空氣動力導管或護圈內，以增強其性能，產生飛行需要的升力或是推力。

### 噴流式風機
在通空系統中，噴流式風機會噴出氣流來夾帶週圍的氣流，使氣流可以循環。此系統所需的空間明顯的比傳統的通風導管要小很多，明顯可以增加新鮮空氣流進的流率，也讓內部渾濁空氣可以排出。

## 噪音
風扇產生噪音的原因是因為空氣快速流動，經過葉片以及障礙物所產生的渦流，帶動的動力源也會產生噪音。風扇噪音約和轉速的五次方成正比，轉速減半約可讓噪音減少15 dB。
人感知到的風扇噪音程度也和噪音的頻率分佈有關。這和移動件（特別是葉片）和不動件（特別是支柱）的形狀以及分佈有關。不規的形狀以及分佈可以將噪音的頻譜打散，讓噪音比較不擾人。
風扇進氣口的外形也會影響風扇的噪音。

## 風扇的驅動方式

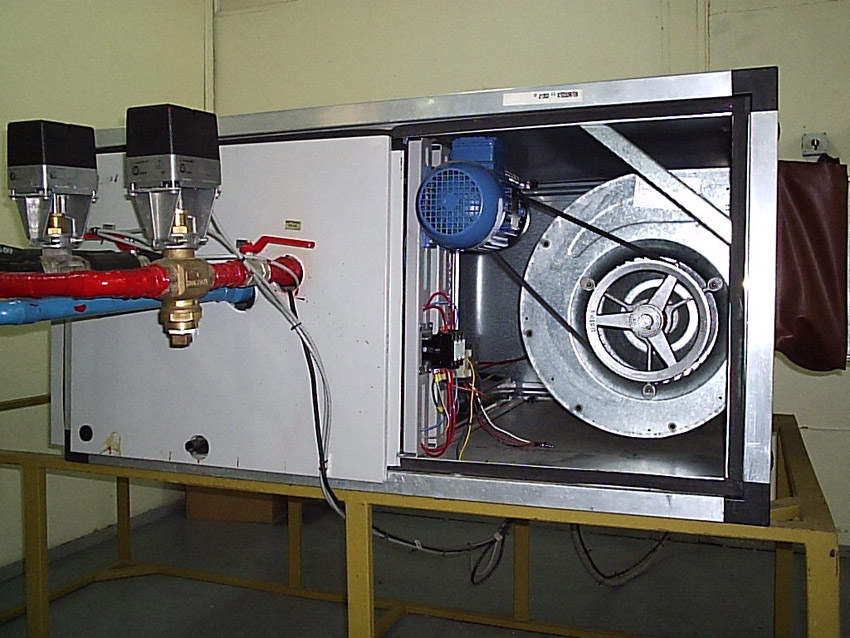
大樓空調系統多半會使用鼠籠式風扇，以馬達帶動皮帶驅動

獨立的風扇多半會用电动机驅動，多半會將風扇直接由馬達軸驅動，不透過皮帶或是齒輪傳動。電動機可能藏在風扇的輪轂裡或是輪轂後方。若是大型的工業風扇，會使用三相感應馬達，放在風扇附近,用滑轮驅動。較小的風扇可能會用蔽極馬達、直流有刷馬達或直流無刷電動機驅動。交流驅動風扇多半會直接使用市電，直流驅勳風扇的電壓多半比較低，例如24V, 12V或5V。
有時會將風扇連結在旋轉的設備上，像内燃机車輛、大型的冷卻系統、火車頭等，會將風扇接在传动轴上，或是用滑轮帶動。另一種常見的作法是雙軸電動機，電動機的一個軸連接負載，另一個軸連接冷卻電動機的風扇。窗型冷氣就會依此方式運作室內部份和室外部份的風扇。
在沒有電力或是旋轉設備的場合，也有其他驅動風扇的方法。像蒸氣之類的高壓氣體可以驅動小型的涡轮发动机，而高壓液體可以驅動佩爾頓式水輪機，這兩個都可以提供風扇需要的動力。
大型，緩慢移動的動力來源（例如河），也可以利用水車，再加上變速齒輪或滑輪，讓轉速維持在適合使用風扇的轉矩，再驅動風扇。

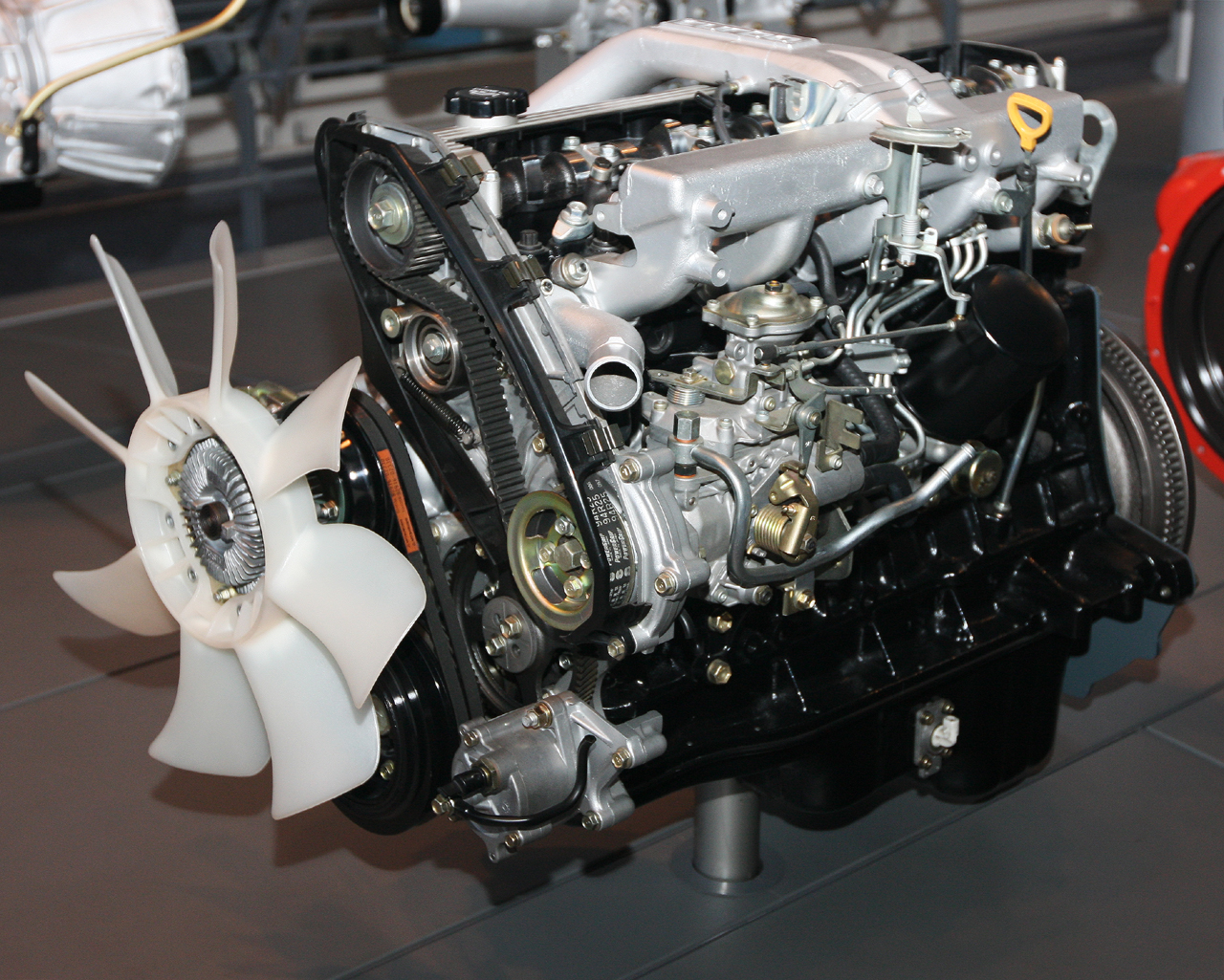
內燃機可以直接驅動風扇，也可以透過馬達驅動
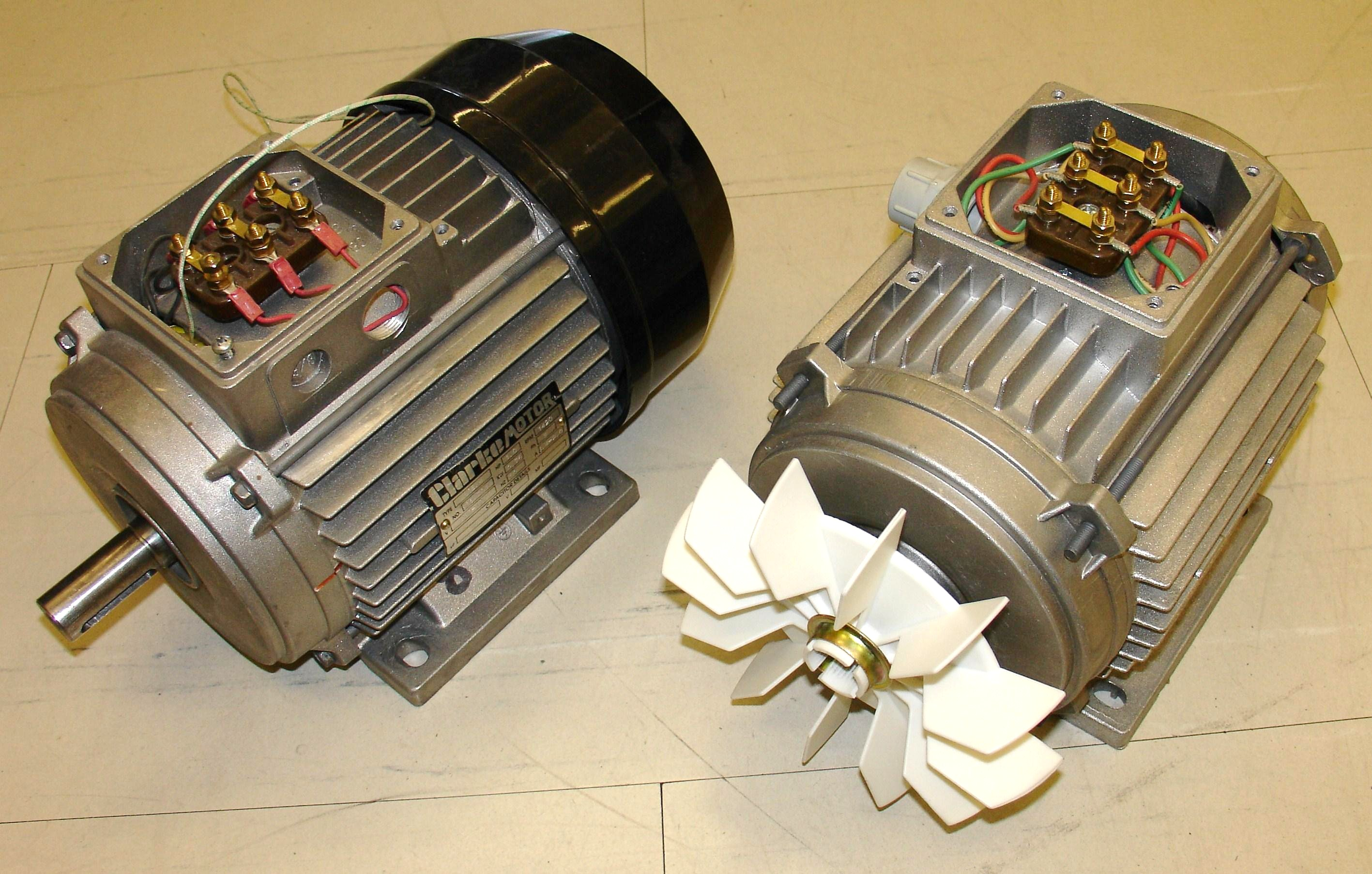
大型馬達的內部或是後面可以加裝風扇。
窗型冷氣的雙軸風扇馬達

## 都會傳說
韓國流行一種電風扇致死傳說，此傳說起源甚早可能來自1920年代，原因是來自人們對新科技的不了解。

## 外部連結
- 维基共享资源上的相關多媒體資源：风扇